# Theodosis Macheras
Theodosis Macheras (Grieks: Θεοδόσης Μαχαίρας) (Leros, 9 mei 2000) is een Grieks voetballer die doorgaans speelt als aanvaller. Hij komt uit voor Vitesse, dat hem huurt van AEK Athene.

## Clubcarrière

### AEK Athene
Macheras speelde in de jeugd voor Panionios en AEK Athene. Hij debuteerde voor het eerste elftal van AEK op 1 maart 2020, tegen zijn oude ploeg Panionios. Op 22 november 2020 maakte hij zijn eerste doelpunt, tegen AE Larissa (4-1). Macheras speelde met AEK in de UEFA Europa League tegen SC Braga, Zorja Loehansk en Leicester City en in de finale van de Griekse voetbalbeker tegen Olympiakos. Hij speelde veelal als invaller.

### Ionikos Nikaias
In het seizoen 2021/22 werd Macheras verhuurd aan Ionikos, dat ook uitkwam op het hoogste niveau van Griekenland. Hij kampte met een blessure, waardoor hij slechts één keer in actie kwam.

### Volos NFC
Na een jaar bij AEK werd Macheras verhuurd aan Volos NFC, dat ook uitkwam op het hoogste niveau van Griekenland. Hij kwam bij de club tot 10 wedstrijden, maar wist niet te scoren. Op 7 oktober 2023 mocht Macheras starten in de basis voor de bekerwedstrijd tegen PAS Giannina, maar werd na een helft gewisseld. De wedstrijd werd wel gewonnen, maar in de volgende ronde werd er verloren van PAOK Saloniki. Macheras kwam deze wedstrijd niet in actie.

### Vitesse
Na weer een periode AEK werd Macheras dit keer verhuurd aan het in problemen verkerende Vitesse. De club haalde hem binnen op huurbasis op de laatste dag van de transferperiode. Hij maakte zijn debuut op 13 september 2024, in een met 1-0 gewonnen wedstrijd tegen Jong AZ. Macheras kwam in de 38e minuut in de ploeg voor de geblesseerde Dillon Hoogewerf. Op 22 oktober maakte Macheras zijn eerste doelpunt, tegen FC Dordrecht. Op aangeven van Miliano Jonathans schoot hij de openingstreffer binnen. De wedstrijd eindigde in 2-2.

## Statistieken
| Seizoen | Club         | Competitie     | Competitie | Competitie | Beker | Beker | Overig | Overig | Totaal | Totaal |
| Seizoen | Club         | Competitie     | Wed.       | Dlp.       | Wed.  | Dlp.  | Dlp.   | Dlp.   | Wed.   | Dlp.   |
| ------- | ------------ | -------------- | ---------- | ---------- | ----- | ----- | ------ | ------ | ------ | ------ |
| 2019/20 | AEK Athene   | Super League   | 1          | 0          | 1     | 0     | 1      | 0      | 3      | 0      |
| 2020/21 | AEK Athene   | Super League   | 13         | 1          | 4     | 0     | 8      | 0      | 25     | 1      |
| 2021/22 | → Ionikos    | Super League   | 1          | 0          | 0     | 0     | 0      | 0      | 1      | 0      |
| 2022/23 | AEK Athene   | Super League   | 1          | 0          | 2     | 2     | 0      | 0      | 3      | 2      |
| 2022/23 | AEK Athene B | Super League 2 | 11         | 2          | 0     | 0     | 0      | 0      | 11     | 2      |
| 2023/24 | AEK Athene B | Super League 2 | 9          | 1          | 0     | 0     | 6      | 2      | 15     | 3      |
| 2023/24 | → Volos NFC  | Super League   | 9          | 0          | 1     | 0     | 0      | 0      | 10     | 0      |
| 2024/25 | → Vitesse    | Eerste divisie | 26         | 3          | 0     | 0     | 0      | 0      | 26     | 3      |
| Totaal  | Totaal       | Totaal         | 71         | 7          | 8     | 2     | 15     | 2      | 94     | 11     |

Bijgewerkt op 16 juni 2025.